# Matros Pjotr Koschka

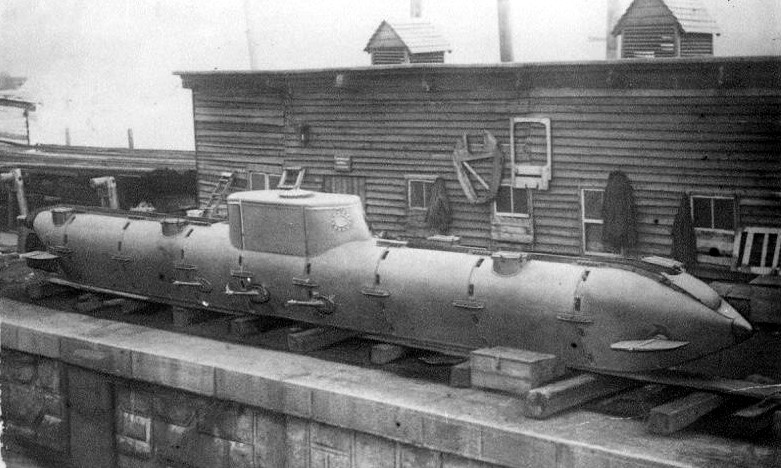
Matros Pjotr Koschka im Trockendock

Matros Pjotr Koschka war ein russisches Kleinst-U-Boot aus dem frühen 20. Jahrhundert. Es wurde unter höchster Geheimhaltung gebaut und war für Sabotageoperationen gedacht. Die einzigartige Antriebsanlage, die aus sechs schräg zum Rumpf des U-Bootes angebauten Schrauben bestand, sollte dem U-Boot eine gute Manövrierfähigkeit ermöglichen. In der Praxis erwies sie sich als nicht tauglich. Der Legende nach wurde das U-Boot nach Port Arthur (heute Lüshunkou) transportiert, wo es vor der Kapitulation des russischen Kaiserreiches zerstört wurde. In der Tat gehörte das U-Boot nicht zur Flotte, sondern wurde in den Jahren 1903–1906 in Sewastopol getestet und in den Jahren wurde das U-Boot abgeschrieben.

## Entwurfs- und Baugeschichte
Der Entwurf des Ingenieurs J. W. Kolbasjew für ein U-Boot mit 20 Tonnen Wasserverdrängung war primär für Diversionstätigkeiten gedacht. Plangemäß würde ein ziviles Schiff mit dem zerlegten U-Boot im Frachtraum unter neutraler Fahne in einen Hafen einlaufen. Anschließend würde das Sabotageboot zusammengebaut, dann mithilfe eines Kranes ins Wasser gesetzt werden, um schließlich einen Torpedoangriff aus einer kurzen Entfernung zu starten. Die Torpedorohre waren so angebracht, dass der Hecktorpedo entweder bei dem Ablauf oder nachdem das U-Boot unter dem Ziel gefahren ist, abgefeuert wurde. Nachdem das Ziel torpediert war, verlässt das U-Boot den Hafen und wartet auf der Reede auf sein Mutterschiff.
Das 20 Meter lange U-Boot bestand aus 9 miteinander verschraubten Sektionen. Die größte Sektion wog 1,6 Tonnen und man brauchte circa 6 Stunden, um sie  vollständig zusammenzubauen. Im zerlegten Zustand konnten alle Sektionen in einen Eisenbahnwaggon hineinpassen. Die Aufrüstung des U-Bootes bestand aus zwei Torpedos mit einem Kaliber von 381 mm (15 Zoll). Nachladung auf See war nicht vorgesehen.
Die Antriebsanlage bestand aus einer etwa 4 Tonnen schweren Batterie und sechs Elektromotoren, die jeweils eine eigene Antriebswelle und eine eigene Schraube hatten. Die Motoren befanden sich in der Mitte des U-Bootes, und die Sturzwellen traten in einem Winkel von etwa 20° zur Längsmittelebene des U-Bootes aus dem Rumpf aus, drei auf jeder Seite. Theoretisch hätten eine solche Ausstattung und die Einordnung des Antriebs eine sehr hohe Manövrierfähigkeit des U-Bootes und einen kleinen Wendekreis ermöglichen sollen, was in engen Häfen von Bedeutung ist. Die Auftriebsfähigkeit des U-Bootes wurde dadurch gewährleistet, dass ein Teil des Sektionsvolumens des U-Bootes mit einer speziellen, von Kolbasjew entwickelten leichten Korkmasse gefüllt wurde.
Der Bau des U-Torpedobootes wurde unter strengster Geheimhaltung unter der Leitung von N. N. Kutejnikow in den Werkstätten des Kronstadter Hafens (einer Abteilung der Ostseewerft in Kronstadt) im Jahr 1901 durchgeführt. Während des Baus wandte Kutejnikow zum ersten Mal die von ihm entwickelte Methode des Sektionsbaus an, woraufhin er 1901 im „Informationsblatt der Schiffsingenieurgesellschaft“ einen Artikel mit dem Titel „Auswertung von Elementen der U-Boote“ veröffentlichte.